# Bukaresti Nemzeti Színház
A Bukaresti Nemzeti Színház (románul: Teatrul Naţional "Ion Luca Caragiale") Románia egyik nemzeti színháza, amely Bukarestben, a fővárosban található.

## Alapítása
Teatrul cel Mare din București (Bukaresti Nagy Színház) néven alapították 1852-ben, első igazgatója Costache Caragiale volt. 1864-ben Mihail Kogălniceanu miniszterelnök rendelete nemzeti intézménnyé avatta, majd 1875-ben hivatalosan Nemzeti Színház lett a neve; ma a román kulturális minisztérium igazgatja.
1836 áprilisában a Societatea Filarmonica – egy Ion Heliade-Rădulescu és Ion Câmpineanu által alapított kulturális társaság – megvásárolta a Câmpinencii fogadót, hogy Nemzeti Színházat építsen a helyén, és elkezdte gyűjteni a pénzt meg az anyagokat erre a célra. 1840-ben a Sfatul boieresc/Obşteasca Adunare (a cári oroszországi organikus törvény alapján létrehozott törvényhozó ág) javaslatot tett II. Alexandru Ghicának, Havasalföld fejedelmének egy Nemzeti Színház állami támogatással történő építésére. A kérelmet június 4-én jóváhagyták. Gheorghe Bibescu herceg elfogadta a színházalapítás ötletét, és új helyszínt választott a korábbi Filaret fogadó helyén, ami mellett az szólt, hogy központi helyen, Podul Mogoşoaiei (a mai Calea Victoriei) közepén feküdt, s az 1838-as földrengés helyrehozhatatlan károkat okozott a fogadóban, és azt le kellett bontani.

## Régi épülete

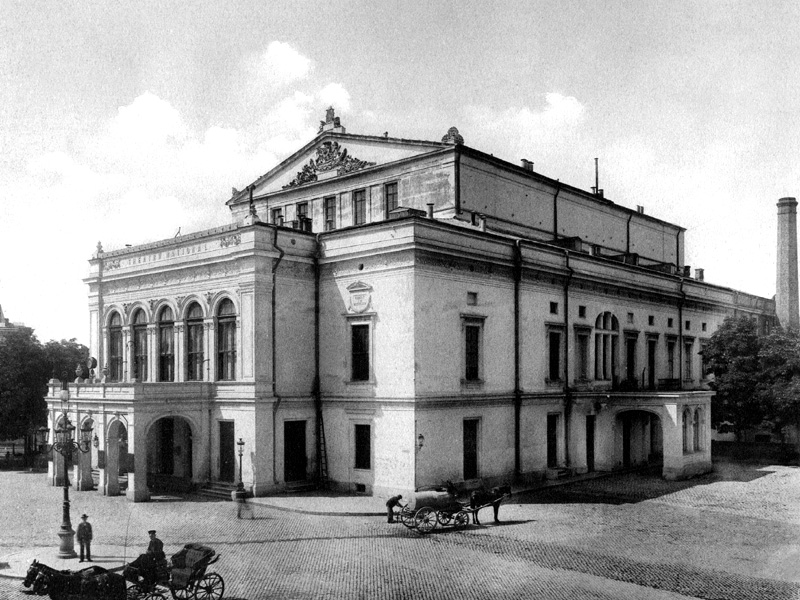
A Nemzeti Színház régi épülete 1901–1904-ben

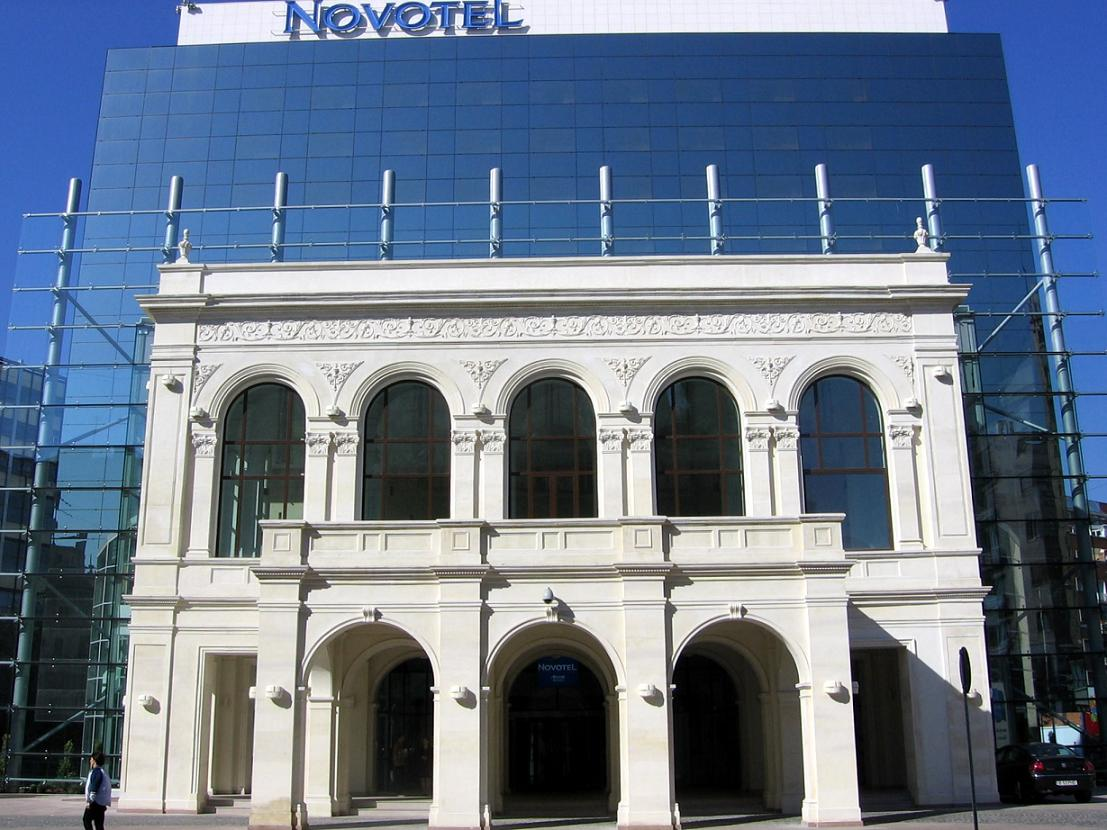
A Calea Victoriein található bukaresti Novotel homlokzata 2010-ben a régi Román Nemzeti Színház külsejét másolja, megközelítőleg eredeti helyén

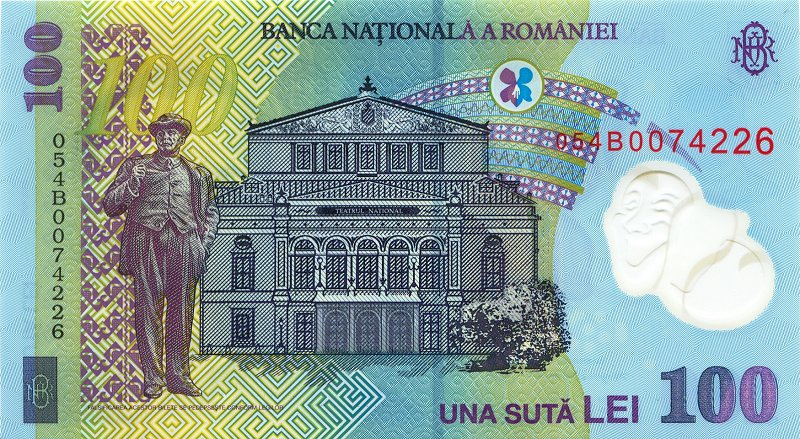
A Calea Victoriein álló történelmi színházépület a 100 lejes bankjegy hátoldalán

A színház építésével megbízott bizottság 1843. augusztus 13-i jelentése megállapította, hogy az építkezés 20 300 florinba (standard aranypénz) kerülne, amelyből csak 13 000 arany állt rendelkezésre. 1846-ban egy új bizottság megbízta A. Hefft bécsi építészt, aki elfogadható tervet dolgozott ki.
Az építkezés 1848-ban kezdődött, de júniusban az 1848-as havasalföldi forradalom félbeszakította. 1849 augusztusában, miután Barbu Dimitrie Ştirbei herceg átvette a hatalmat, elrendelte az építkezés folytatását.
A színházat 1852. december 31-én avatták fel a Zoe sau Amantul împrumutat című darabbal, amelyet a korabeli újságok „dalos varietéként” emlegettek. Az épület neobarokk stílusban épült, a földszinten 338 teremmel, háromszintes loggiákkal, egy carrarai márványlépcsős, fényűző előcsarnokkal és egy nagy galériával, amelyet a diákok ingyenesen látogathattak. Az első két évben a színházat faggyúlámpákkal világították meg, de 1854-től repceolajlámpákat használtak; később ezeket gázlámpák, majd végül elektromos lámpák váltották fel. 1875-ben, amikor a nevét Teatrul Naţionalra változtatták, igazgatója Alexandru Odobescu író volt.
A Calea Victoriein található történelmi színházépület – amely ma a 100 lejes bankjegy hátoldalán is látható – 1944. augusztus 24-én Bukarest Luftwaffe-bombázása során pusztult el (lásd: Bukarest bombázása a második világháborúban).

## A modern színház

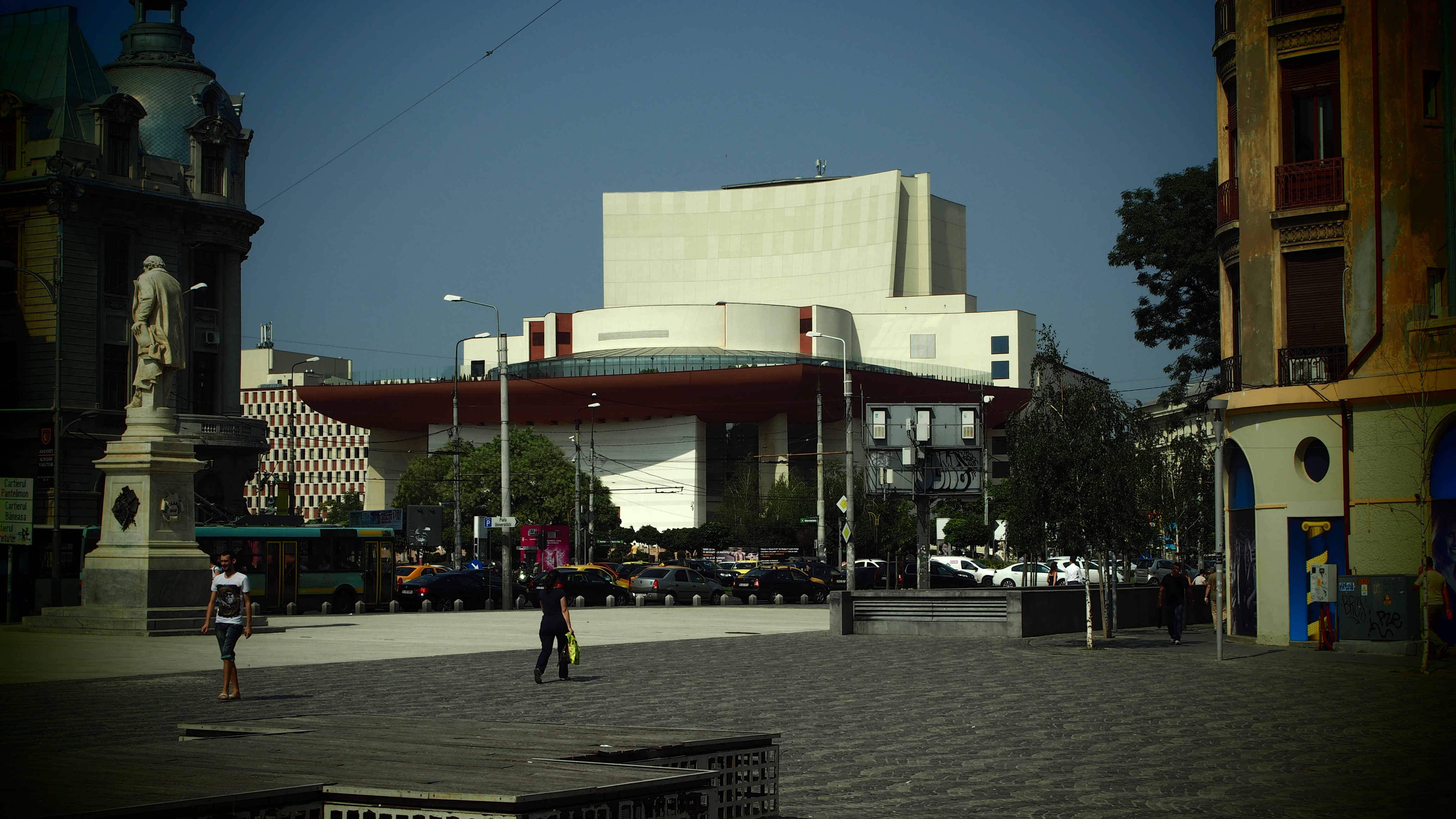
Az épület a legutóbbi felújítás után

A jelenlegi Nemzeti Színház körülbelül fél kilométerre található a régi telephelytől, a Hotel Intercontinentaltól délre, az Egyetem téren (Piaţa Universităţii), és 1973 óta működik. Az épületet 2012 és 2014 között teljes körűen felújították  

## Tevékenysége
A Bukaresti Nemzeti Színház jelenleg hét előadóteremben mutatja be előadásait: Ion Caramitru Terem (940 ülőhely), Kisterem (130-150 ülőhely), Stúdióterem (424-594 ülőhely), Fekete Doboz Terem (200 ülőhely), Festőterem (230 ülőhely), Médiaterem (200 ülőhely) és Amfiteátrum (szabadtéri terasz) (299 ülőhely). 
Több mint 150 éves fennállása alatt a Bukaresti Nemzeti Színház az egyetemes drámatermés számos legjelentősebb művét mutatta be színpadon. Sikeresen szerepelt bel- és külföldön egyaránt: Franciaországban, Németországban, Ausztriában, Jugoszláviában, Olaszországban, Angliában, Spanyolországban, Portugáliában, Görögországban, Brazíliában stb.

## Elnökei
1. Costache Caragiale, Ioan A.Wachmann: 1852–1853, Costache Caragiale: 1853–1855
2. Matei Millo: 1855–1859, 1861–1866, 1870–1871
3. C. A. Rosetti: 1859–1860
4. Direcția Comitetului Teatrelor: 1860–1861
5. Costache Dimitriade: 1866–1867
6. Matei Millo, Mihail Pascaly: 1867–1868
7. Grigore Bengescu: 1868–1870
8. Mihail Pascaly: 1871–1874, 1876–1877
9. Societatea Dramatică: 1874–1875
10. Al. Odobescu: 1875–1876
11. Ion Ghica: 1877–1881
12. Constantin Cornescu: 1881–1882
13. Grigore C. Cantacuzino: 1882–1887, 1889–1898
14. Constantin Stăncescu: 1887–1888
15. Ion Luca Caragiale: 1888–1889
16. Grigore C. Cantacuzino, Petre Grădişteanu: 1898–1899
17. Scarlat Ghica: 1899–1901
18. Ştefan Sihleanu: 1901–1905
19. Alexandru Davila: 1905–1908
20. Pompiliu Eliade: 1908–1911
21. Ion Bacalbașa: 1911–1912
22. A. Davila, I.A. Brătescu–Voinești, George Diamandi: 1912–1914
23. George Diamandi: 1914–1915
24. Alexandru Mavrodi: 1915–1916, 1922–1923, 1931–1933
25. német megszállás: 1917–1918
26. Constantin Rădulescu-Motru, I. Peretz: 1918–1919
27. Ion Peretz, Victor Eftimiu: 1919–1920
28. Victor Eftimiu: 1920–1921
29. Victor Eftimiu, Al. Mavrodi: 1921–1922
30. Ion Valjan: 1923–1924
31. Corneliu Moldovanu, Ion Minulescu: 1924–1925
32. Corneliu Moldovanu, Alexandru Hodos: 1925–1927
33. Corneliu Moldovanu: 1927–1928
34. Corneliu Moldovanu, Liviu Rebreanu: 1928–1929
35. Liviu Rebreanu, Victor Eftimiu: 1929–1930
36. Ion Grigore Perieţeanu, Al. Mavrodi: 1930–1931
37. Al. Mavrodi, Paul Prodan: 1933–1934
38. Paul Prodan: 1934–1937
39. Paul Prodan, Ion Marin Sadoveanu: 1937–1938
40. Ion Marin Sadoveanu, Camil Petrescu: 1938–1939
41. Camil Petrescu, Ion Marin Sadoveanu: 1939–1940
42. Ion Marin Sadoveanu, Haig Acterian, Liviu Rebreanu: 1940–1941
43. Liviu Rebreanu: 1941–1944
44. Victor Eftimiu, Nicolae Carandino, Tudor Vianu: 1944–1945
45. Ion Pas: 1945–1946
46. Ion Pas, Zaharia Stancu: 1946–1947
47. Zaharia Stancu: 1947–1952
48. Ioan Popa: 1952–1953
49. Vasile Moldoveanu: 1953–1956
50. Ion Marin Sadoveanu: 1956–1959
51. Zaharia Stancu: 1959–1969
52. Radu Beligan: 1969–1990
53. Andrei Şerban: 1990–1993
54. Fănuș Neagu: 1993–1996
55. Ion Cojar: 1996–2001
56. Dinu Săraru: 2001–2004
57. Ion Caramitru: 2005–2021 (2005-ben egy szavazással Ion Caramitru színészt nevezték ki a színház főigazgatójává.[1][2])

## Fordítás
- Ez a szócikk részben vagy egészben  a   National Theatre Bucharest című angol Wikipédia-szócikk fordításán alapul.  Az eredeti cikk szerkesztőit annak laptörténete sorolja fel. Ez a jelzés csupán a megfogalmazás eredetét és a szerzői jogokat jelzi, nem szolgál a cikkben szereplő információk forrásmegjelöléseként.